# Jan Dekkers

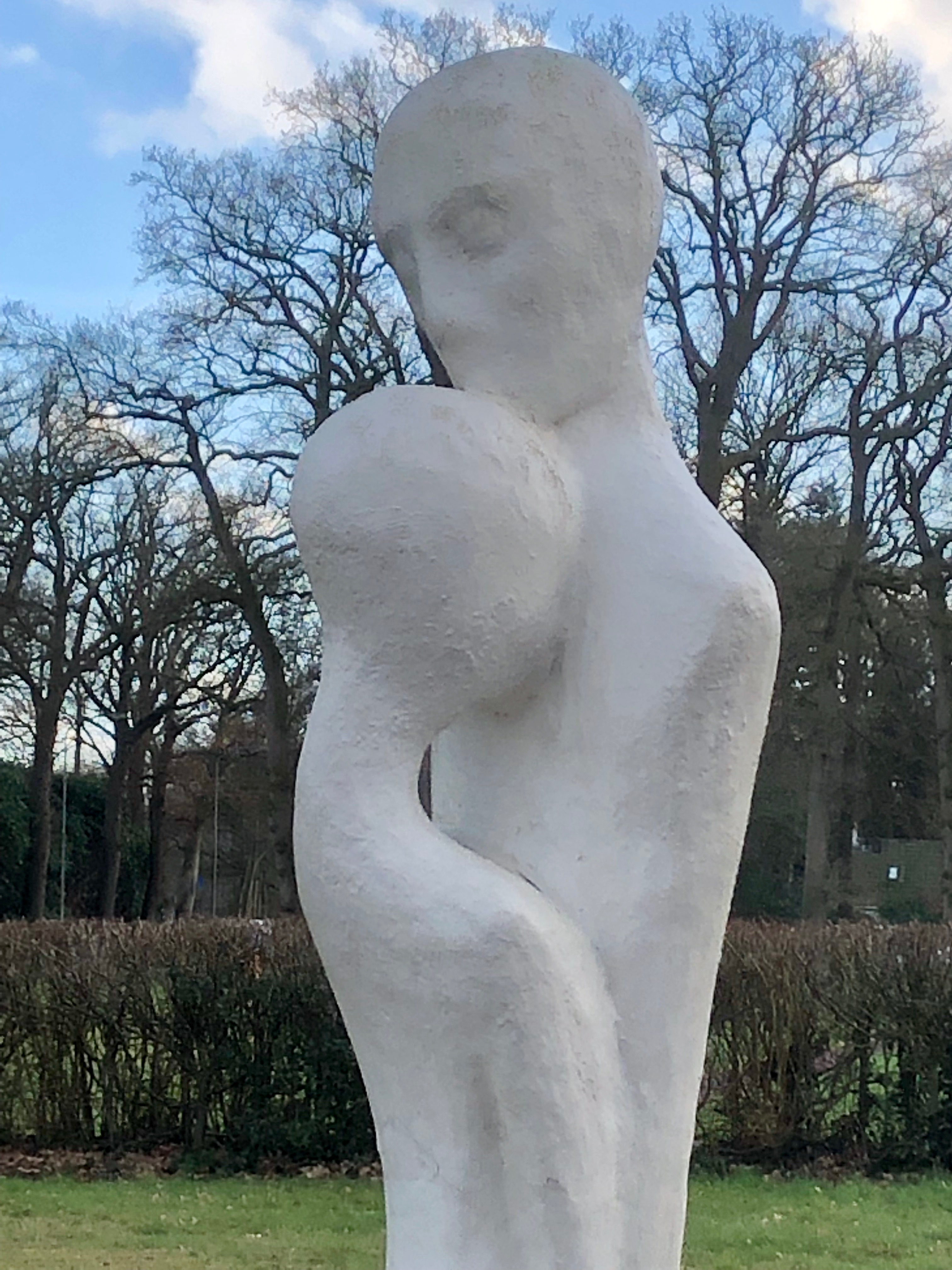
Detail Liefdespaar (1978)

Johannes Cornelis Josephus Marie (Jan) Dekkers (Breda, 15 april 1919 - De Hilte, 21 januari 1997) was een Nederlandse kunstenaar.

## Leven en werk
Jan Dekkers volgde een opleiding aan de Jan van Eyck Academie in Maastricht waar hij les kreeg van Charles Eyck, Charles Vos en Joep Nicolas. Hij werkte na zijn studie enige tijd bij Nicolas op het atelier. Als kunstenaar hield hij zich bezig met schilderen (schilderijen en muurschilderingen), glas in loodwerk, keramiek, tekenen en beeldhouwen. Ook was hij actief als illustrator van onder meer het Utrechts Nieuwsblad. In 1963 maakte hij zestig tekeningen voor het boek Groningen, stad en gewest van A. Boerma.
Na een studie oceanografie en hydrografie werkte Dekkers van 1964 tot 1969, onder andere als havenexpert, in Bremen. Hij vestigde zich daarna in het Drentse De Hilte. In de gemeente Aa en Hunze staan drie beelden van zijn hand, die hij maakte van cement. Dekkers heeft tijdens zijn leven niet geëxposeerd, pas in 2004/2005 hield het Veenkoloniaal Museum in Veendam een tentoonstelling van zijn werk. In augustus 2011 werd er in Gieterveen en in Gieten een kunstroute langs zijn werk georganiseerd. In onder meer 't kleine Kerkje in Gieterveen was werk van hem tentoongesteld.
Dekkers overleed op 77-jarige leeftijd. Twee jaar later publiceerde zijn partner Lucy van Leeuwen de biografie Jan Dekkers en zijn werken.

## Werken (selectie)
- Het Hippiepaar (1972), Oude Groningerweg, Gieten
- Spreken is zilver, zwijgen is goud (1972), Eexterweg, Gieten
- Liefdespaar (1978), Beilerstraat, Assen
- Haan, Broek, Gieterveen
- De Denker, Brink, Gieten
- Meisje met bal, bij gezinsvervangend tehuis aan De Wierde in Appingedam
- Glas-in-loodraam Dekelhem, Boddeveld, Gieten
- Glas-in-loodraam voor het provinciehuis in Assen
- Glas-in-loodraam voor de raadszaal van het gemeentehuis in Gieten
- Altaar, kruiswegstaties en ramen, Warmenhuizen

## Galerij

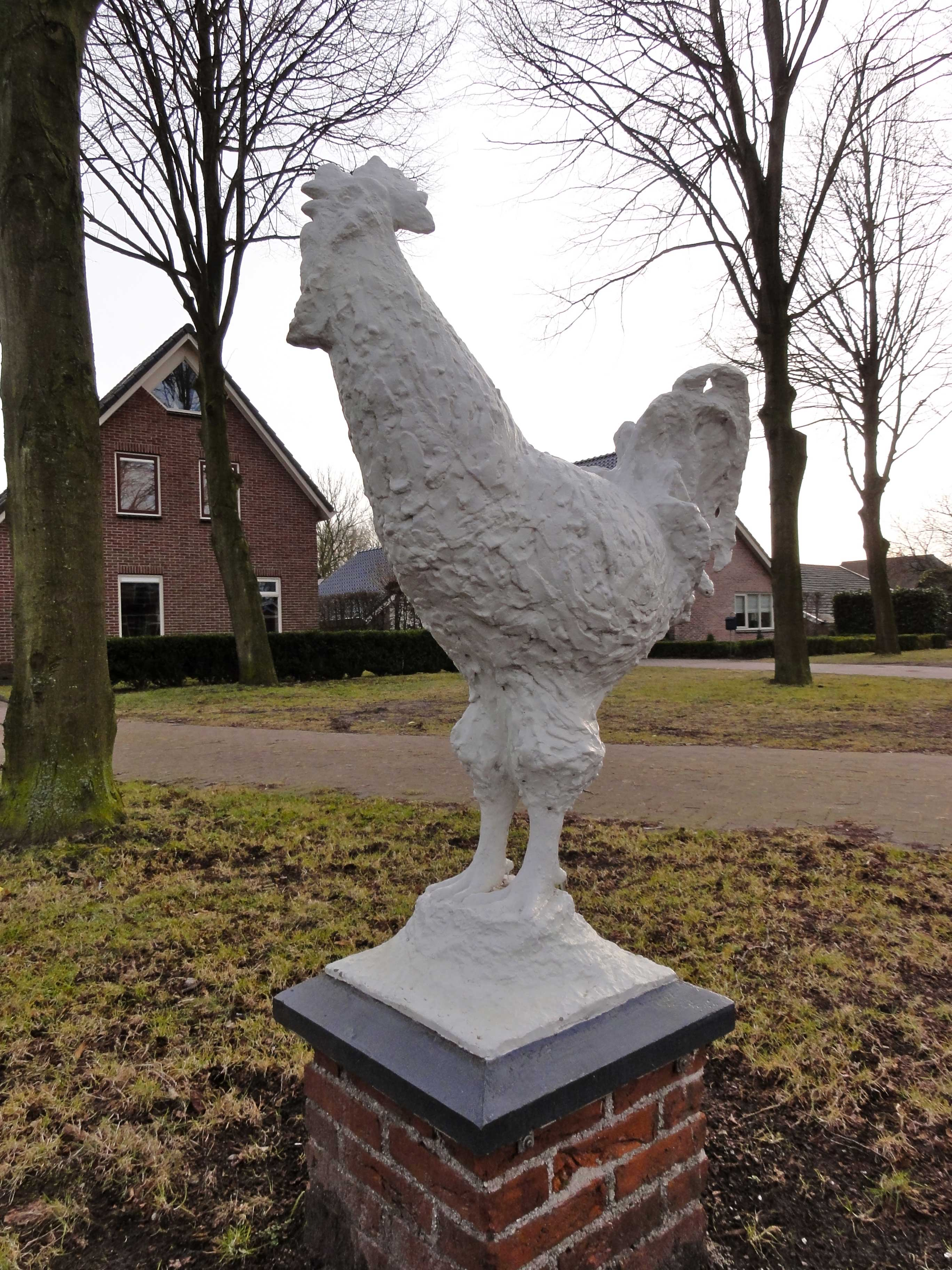
Haan, Broek, Gieterveen
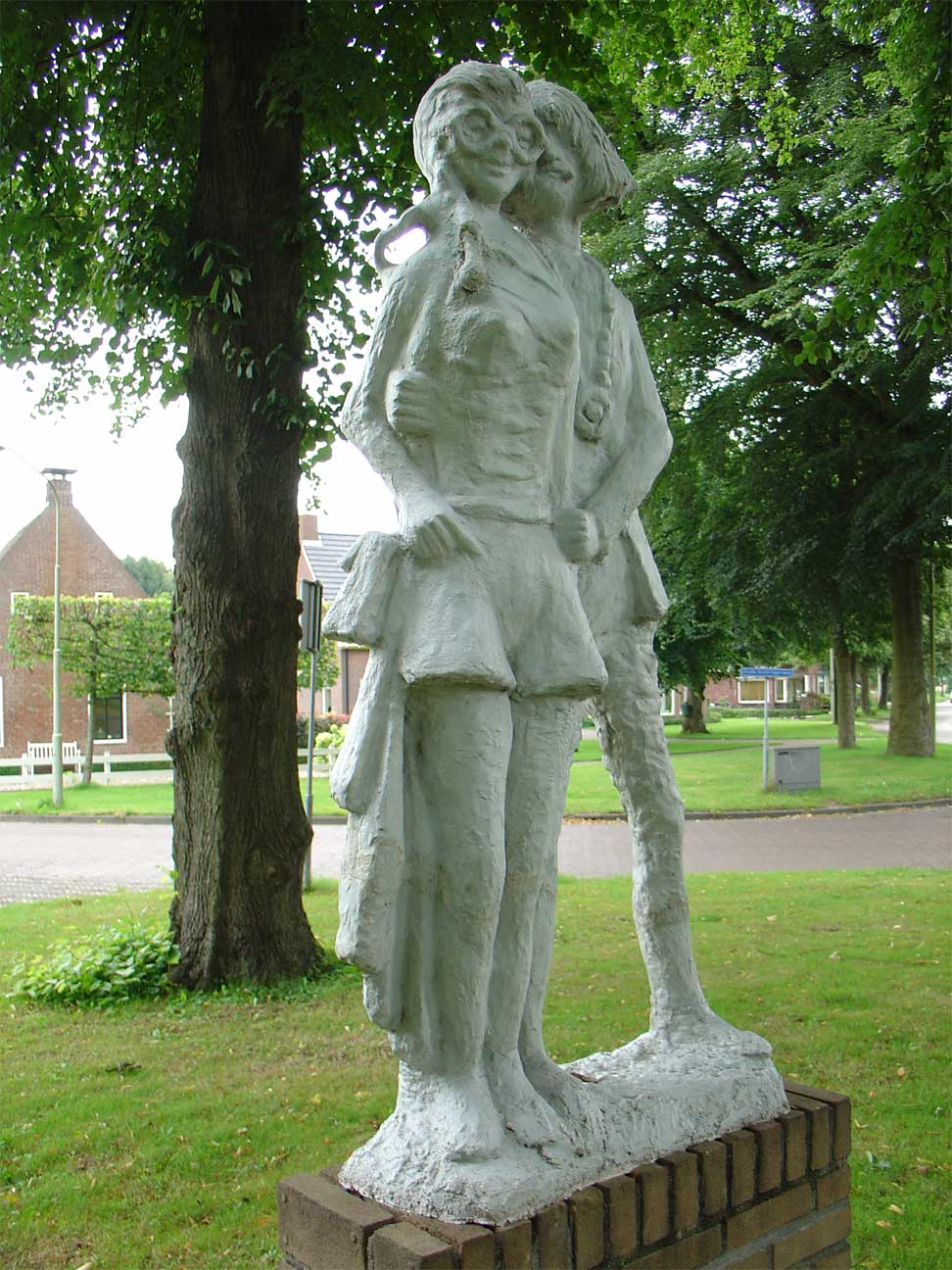
Het hippiepaar (1972), Gieten
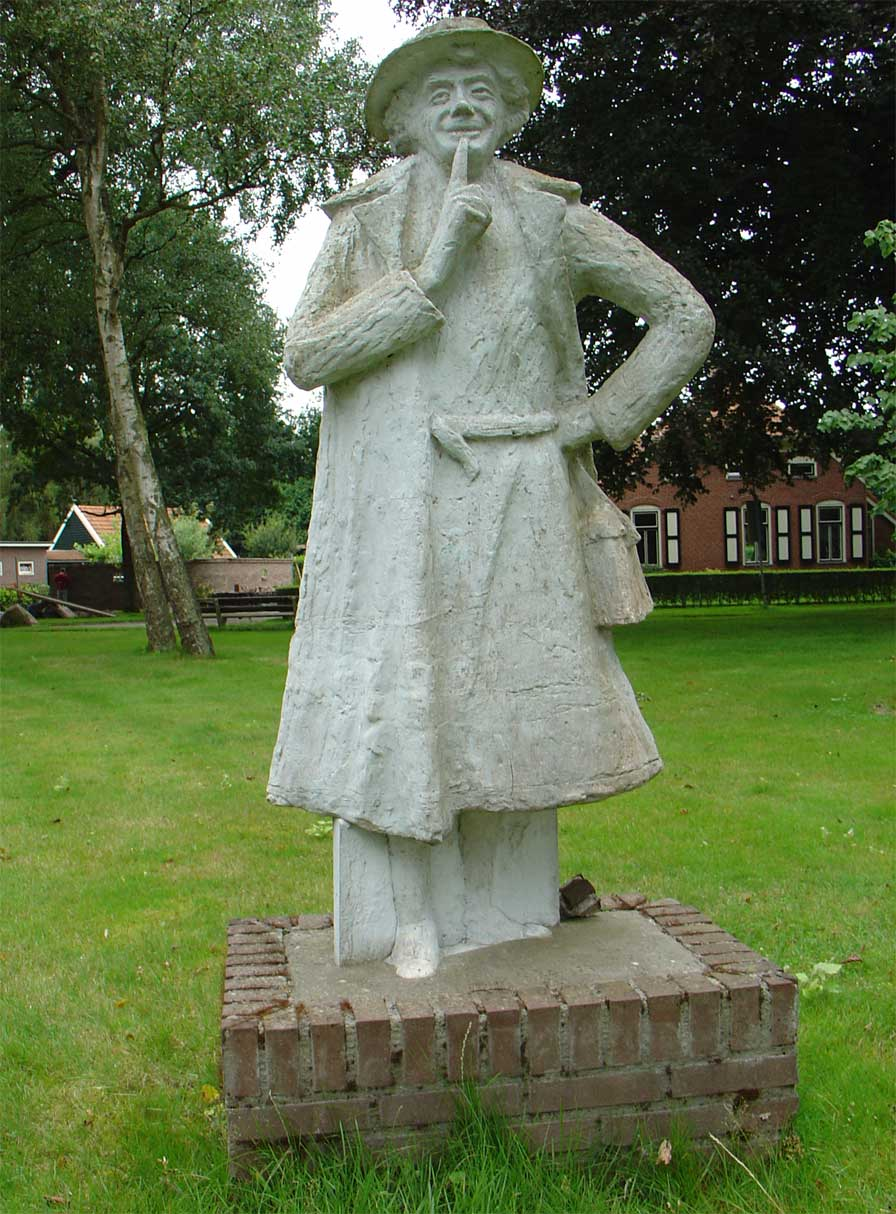
Vrouw of Spreken is zilver, zwijgen is goud (1972), Gieten